# Sankuru (rzeka)
Sankuru (w górnym biegu pod nazwą Lubilash) – rzeka w Demokratycznej Republice Konga.
Jest prawym dopływem Kasai. Ma długość 1200 km. Źródła rzeki znajdują się w wyżynnej prowincji Lualaba. Na rzece odbywa się żegluga od miasta Pania Mutombo, a także znajdują się dwie elektrownie wodne. Dopływy Sankuru to:
Prawe:
- Lubefu
- Lubishi
- Luembé

Lewe:
- Lubudi
- Mbuji-Mayi
- Luilu